# Comodoro
Comodoro este un oraș în Mato Grosso (MT), Brazilia.